# Berrenrath

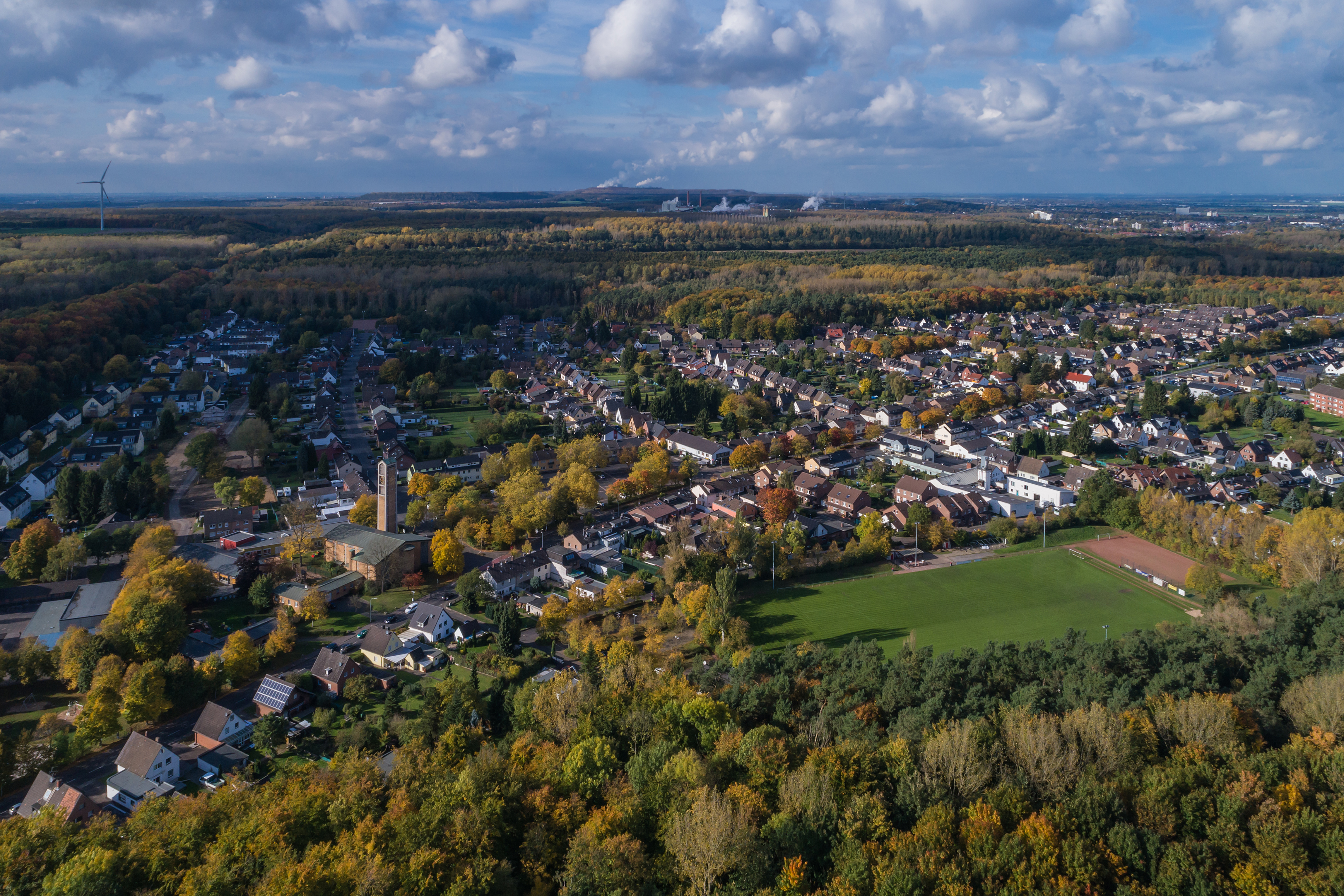
Berrenrath, Luftaufnahme (2017)

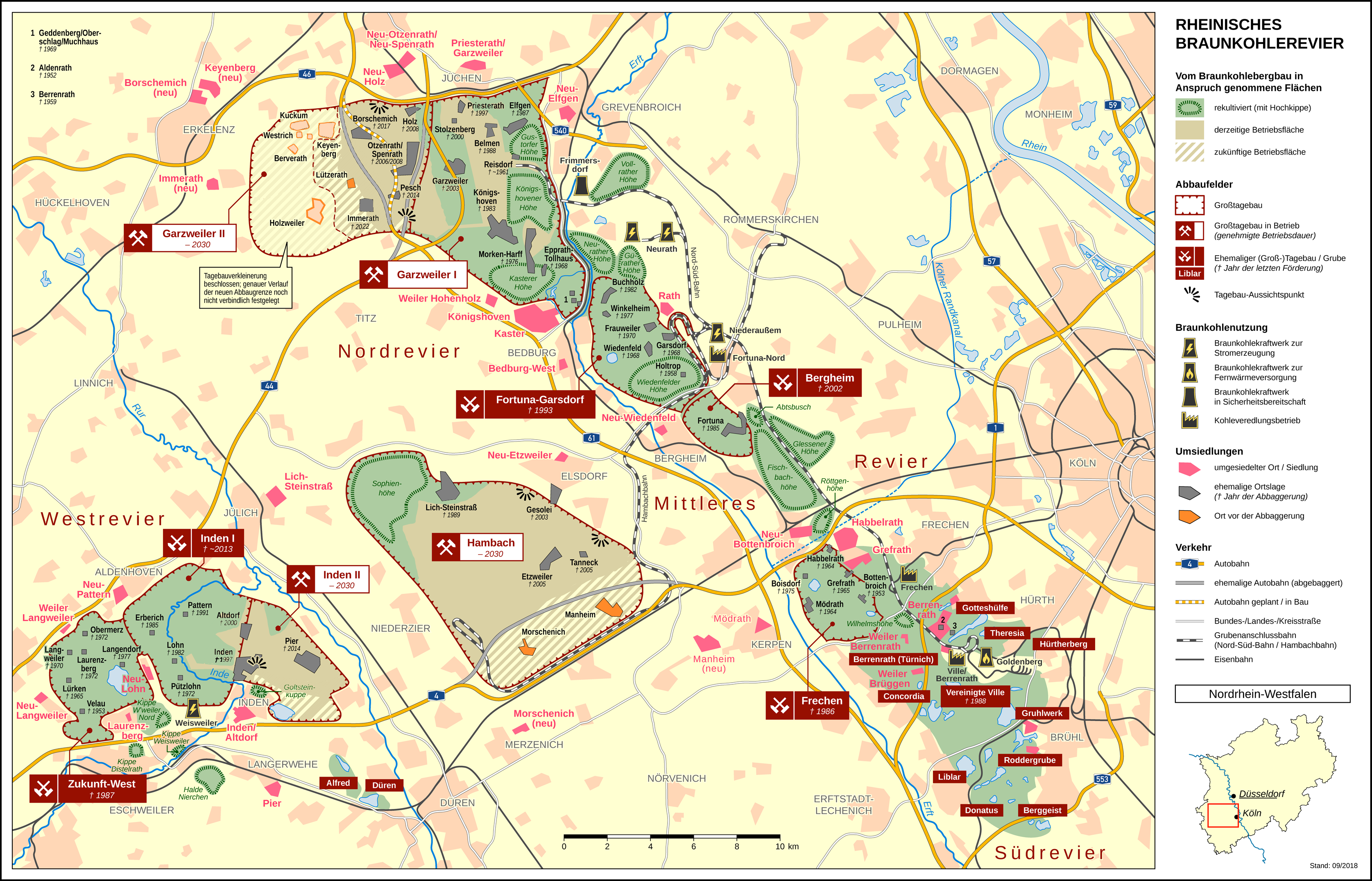
Lage des ehemaligen sowie des umgesiedelten Ortes Berrenrath im Rheinischen Braunkohlerevier

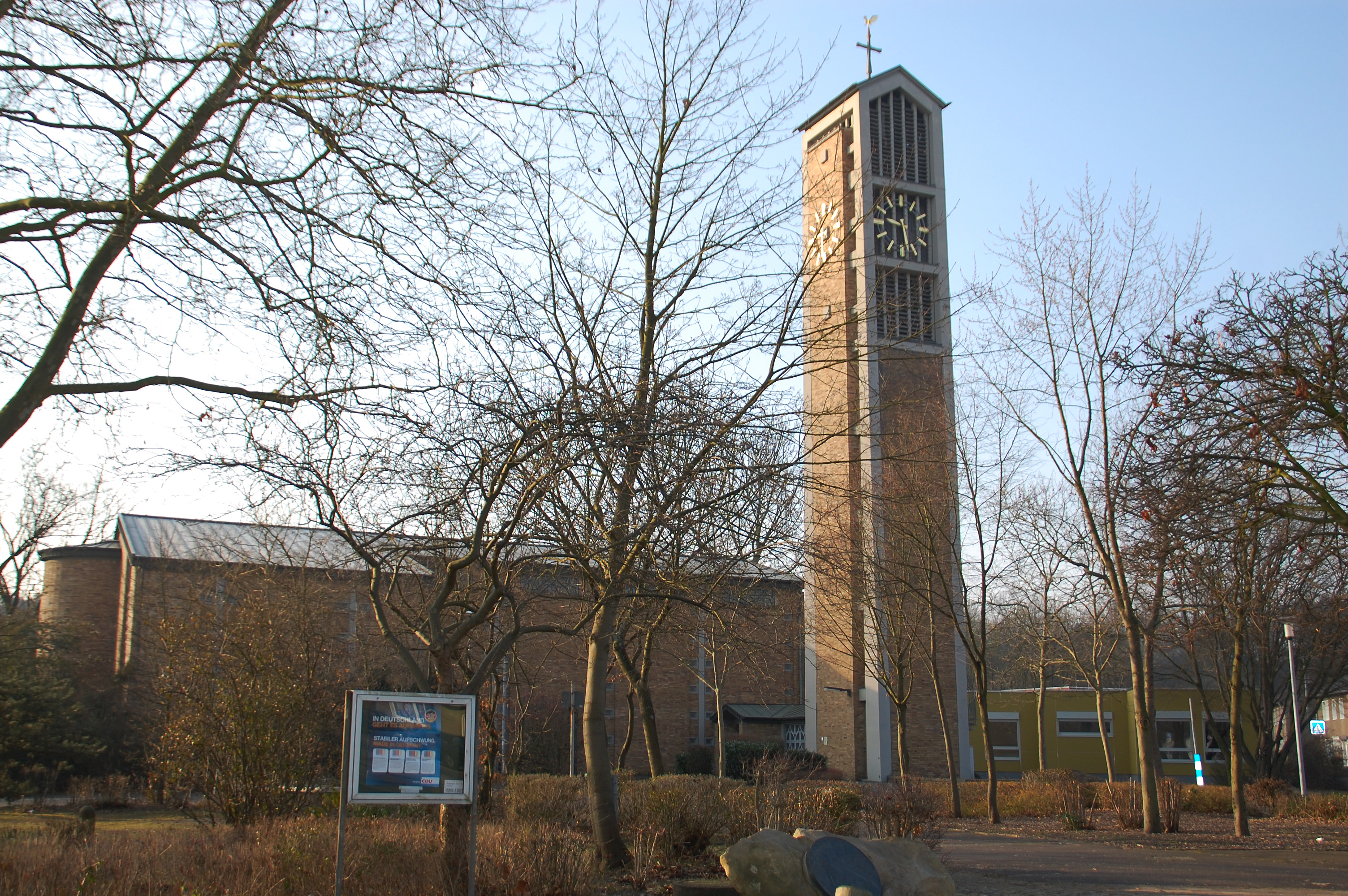
Sankt Wendelinus in Berrenrath

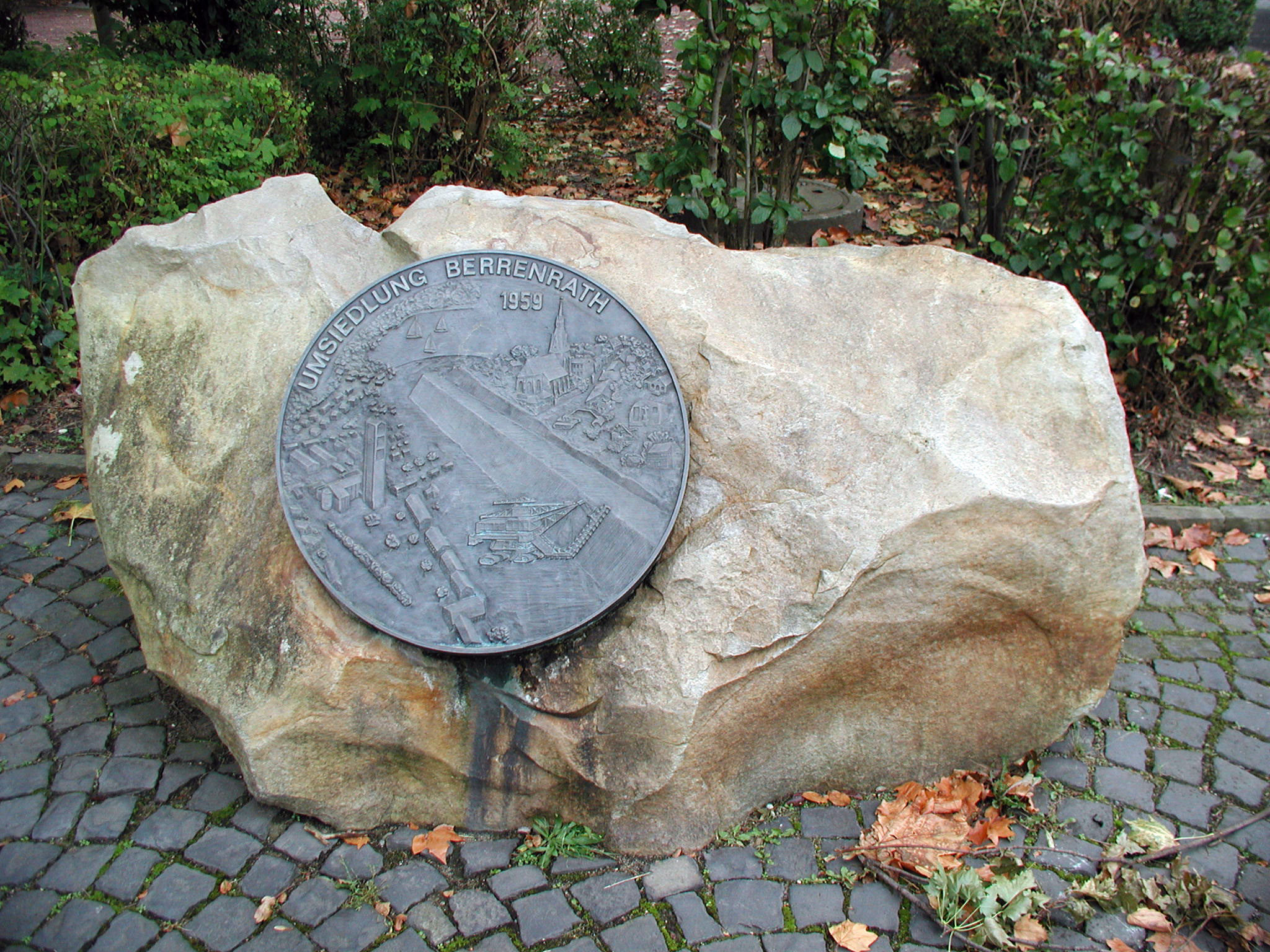
Gedenkstein zur Umsiedlung Berrenraths (2006)

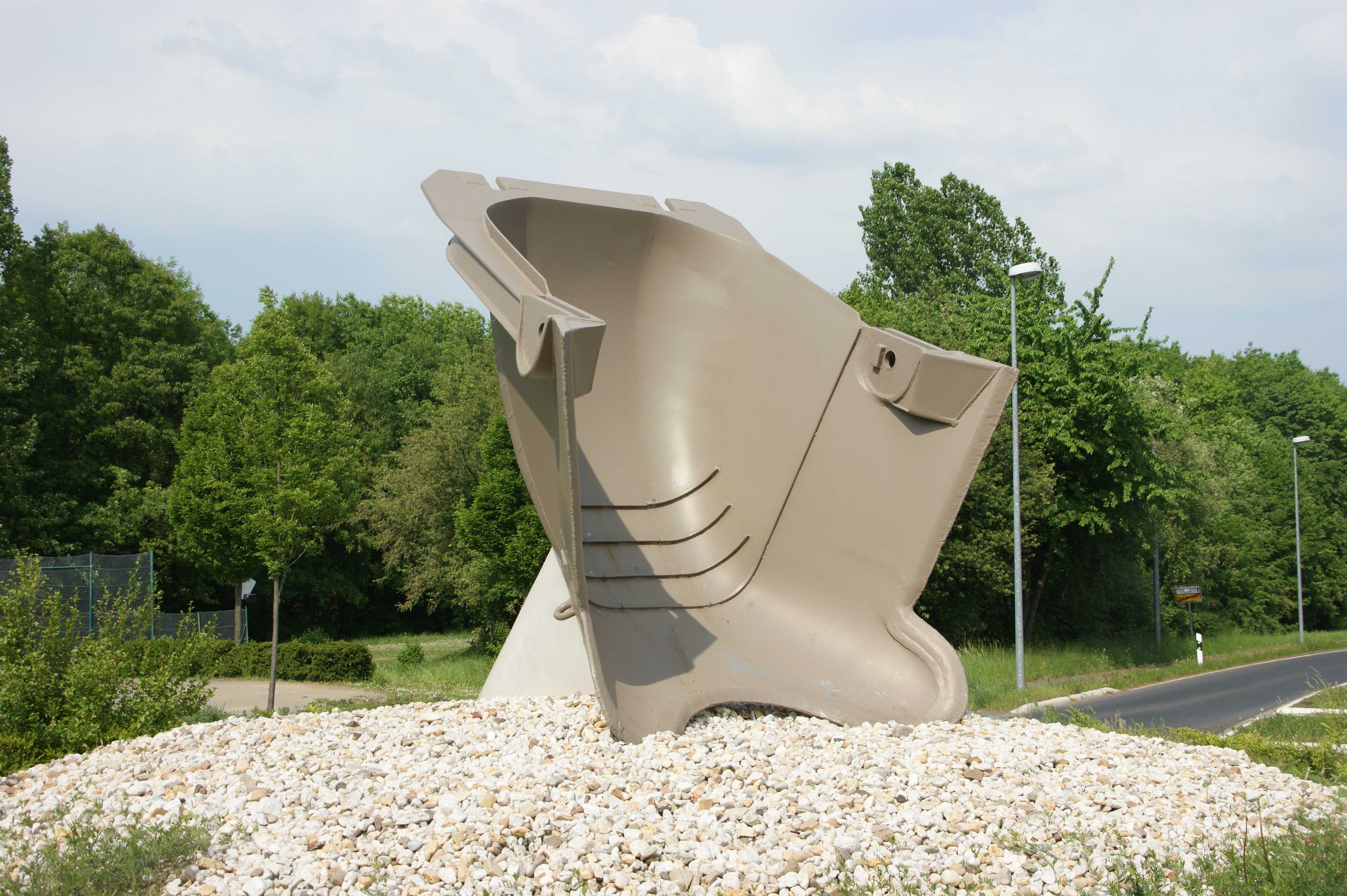
Schaufel eines Schaufelradbaggers (2011)

Berrenrath ist ein im Nordwesten gelegener Ortsteil von Hürth im Rhein-Erft-Kreis. Er wurde bedingt durch den Braunkohleabbau in Hürth komplett und nach einheitlichem Plan umgesiedelt, um dem fortschreitenden Tagebau Platz zu machen. Berrenrath hat 3.098 Einwohner (Stand: 31. März 2022).

## Ortsgliederung
Berrenrath gliedert sich in folgende in sich homogene Bereiche:
- Die Siedlung Berrenrath auf der Villenhöhe in unmittelbarer Nähe zum Kohleveredlungsbetrieb Ville/Berrenrath und dem anschließenden Kraftwerk Goldenberg und dem Chemiepark Knapsack auf ausgekohltem und ab 1919 wieder auf die alte Höhe aufgefülltem Gelände zwischen den Tagebauen Grube Engelbert, Grube Louise und Grube Berrenrath.[2] Die einfachen eineinhalbstöckigen Einfamilienhäuser sind einheitlich mit Hilfe der Braunkohlenindustrie (Roddergrube) in den 1930er Jahren geplant und gebaut worden. Nach dem Kriege wurde die Siedlung bis auf etwa 600 Einwohner erweitert. Die Bergbauherkunft schlägt sich auch im Namen einer Siedlungsstraße, der Glückauf-Straße, nieder. Die Häuser werden in neuerer Zeit grundlegend renoviert und unter Wahrung des Siedlungsbildes umgebaut.
- Den 1952 bis 1959 unter der Federführung der Braunkohleindustrie (Roddergrube) nach dem Bebauungsplan von Hermann Roloff in einheitlichen zweistöckigen Reihenhäusern geschlossen umgesiedelten, anfangs Neuberrenrath genannten Hauptortsteil im aufgefüllten ehemaligen Tagebau Aldenrather Feld, der von der Grube Gotteshülfe aus ausgekohlt worden war. In diese Häuser sind (oder waren) die Einzelhandelsgeschäfte des einfacheren und mittleren Bedarfs integriert. Um den Wendelinusplatz an der an die Siedlung angrenzenden Ecke sind diese Geschäfte und ein Kino, das Berli, das auch heute noch mit Unterstützung der Stadt spielt konzentriert. Dazu kommen eine Schule und die katholische Kirche St. Wendelinus, die 1956/1957 nach Plänen des Kölner Architekten und Kirchenbauers Fritz Schaller mit einem freistehenden Campanile errichtet wurde. Der Platz ist Ortsmittelpunkt, Marktplatz und Veranstaltungszentrum. Wegen der Bindungen an den Ortsteil Siedlung liegt das Ortszentrum peripher zur Siedlung hin. Randlich in der Nähe des Friedhofs wurden von der Industrie auch einige Mehrfamilien-Mietshäuser errichtet.
- Einem daran in Richtung Gleuel anschließenden Neubaugebiet (ab 1973) mit wesentlich moderneren Bauten. Diese drei Ortsteile werden durch die Wendelinusstraße verbunden.
- Zu Berrenrath gehört noch der Weiler Berrenrath, eine zwischen 1965 und 1971 errichtete Gruppe von Bauernhöfen von wegen des Braunkohleabbaus aus dem Bergheimer Raum umgesiedelter Landwirte. Die Ansiedlung liegt etwas abseits des Ortes jenseits der Autobahn im landwirtschaftlich rekultivierten Gelände der ehemaligen Tagebaue Berrenrath, Berrenrath West und Louise, der Berrenrather Börde.

## Geschichte
Das Gebiet des Ortsteils Berrenrath war bereits in der Antike besiedelt, wie Funde aus römischer Zeit zeigen.
Berrenrath wird erstmals am 11. August 922 in einer Urkunde des Kölner Erzbischofs Hermann als Bairincrothe erwähnt.
In der Folge wird es in mehreren Urkunden erwähnt, so heißt es bereits um 1233 in Urkunden, welche die Urbarmachung der Ländereien Berrenraths beschreiben, „Berrenrode“.
In einer weiteren Urkunde aus dem Jahre 1258 ist erneut von „Berrenrode“  (rubo adiacente claustro = Brombeergebüsch beim Kloster) die Rede. So erhielt der ehemals zum Kloster Marienborn Hürth-Burbach gehörende Ort durch die Rodung dieses Buschgeländes seinen heutigen Namen.
Von Anbeginn seiner Stiftung hatte das Kloster große Besitztümer in Berrenrath, hier namentlich den Fronhof.
Grundherrschaft und niedere Gerichtsbarkeit lagen bei Äbtissin und Konvent des Klosters.
Advokatie beziehungsweise Vogtei über diesen Hof hatte Ende des 13. Jahrhunderts Luf, Graf von Cleve und Hülchrath und Herr in Tomberg. Der Fronhof, auch Stumbshof genannt, wird neben vielen anderen Besitztümern des Klosters in Berrenrath in vielen weiteren Urkunden über die Jahrhunderte erwähnt, so werden in einer Notiz aus dem Jahr 1763 die Tage der Abhaltung der Gerichtsverhandlungen im Ort durch Schultheiß und Schöffen genau festgelegt. Berrenrath gehörte mit Kloster Burbach bis zur napoleonischen und preußischen Zeit zum kurkölnischen Amt Lechenich.

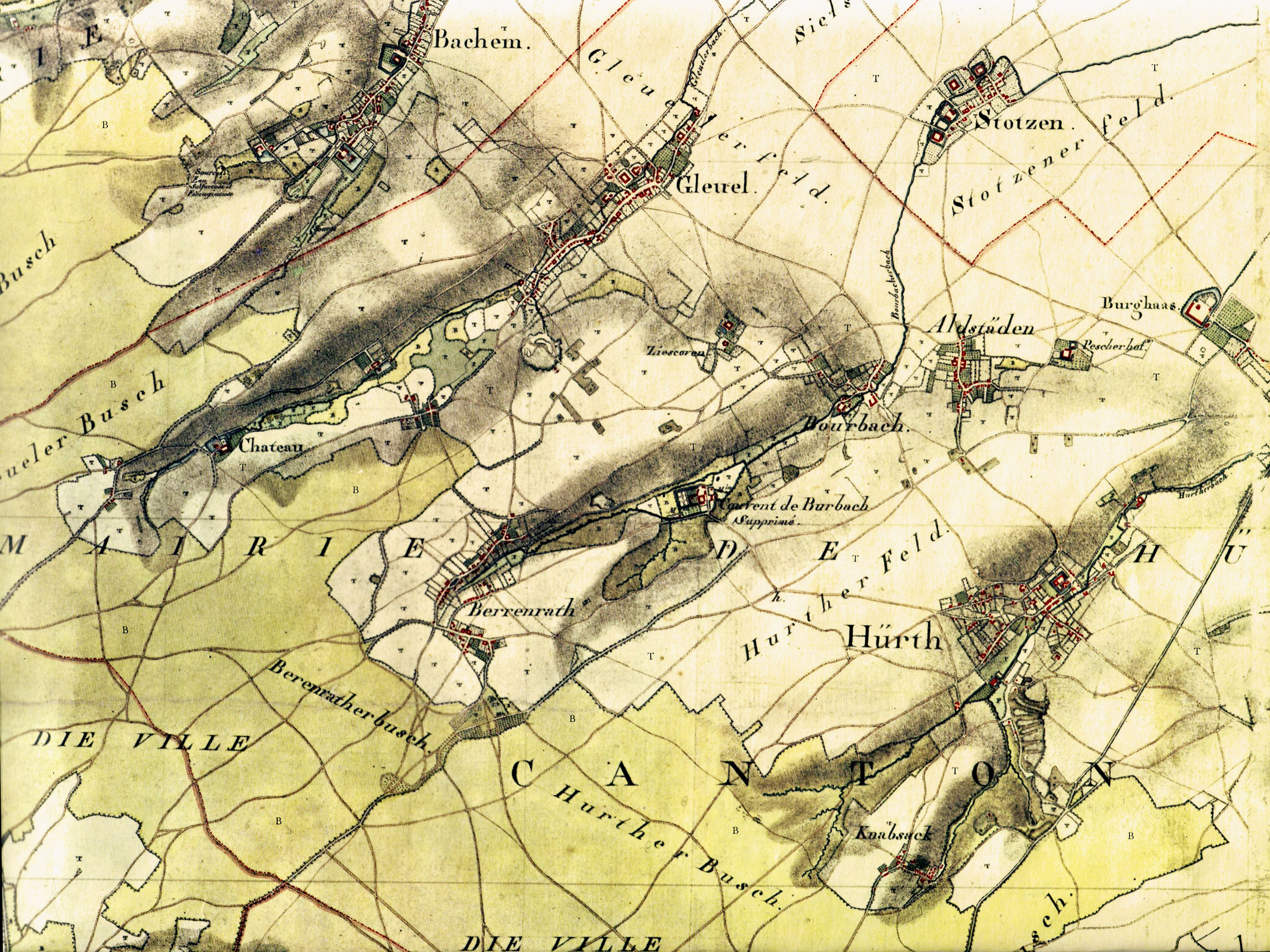
(Alt-)Berrenrath
+ Kloster Burbach um 1808

Berrenrath gehörte kirchlich zur Pfarrei Gleuel. Die Berrenrather gingen aber lieber zum Gottesdienst ins Kloster. Zudem gab es seit 1623 in Berrenrath eine Kapelle, die dem Heiligen Wendelinus geweiht war. Auf Antrag der gewachsenen Gemeinde und nach einer diesbezüglichen Einigung mit der Pfarrei Gleuel wurde nach Kabinettsorder Ihrer Majestät des Königs Friedrich Wilhelm IV. Berrenrath am 14. November des Jahres 1849 zur eigenständigen Pfarrgemeinde und die Kapelle zur Pfarrkirche erhoben. Dies wurde am 18. Mai 1850 auch durch den Erzbischof genehmigt. Die letzte neugotische Kirche bestand von 1890/1891 bis 1959.

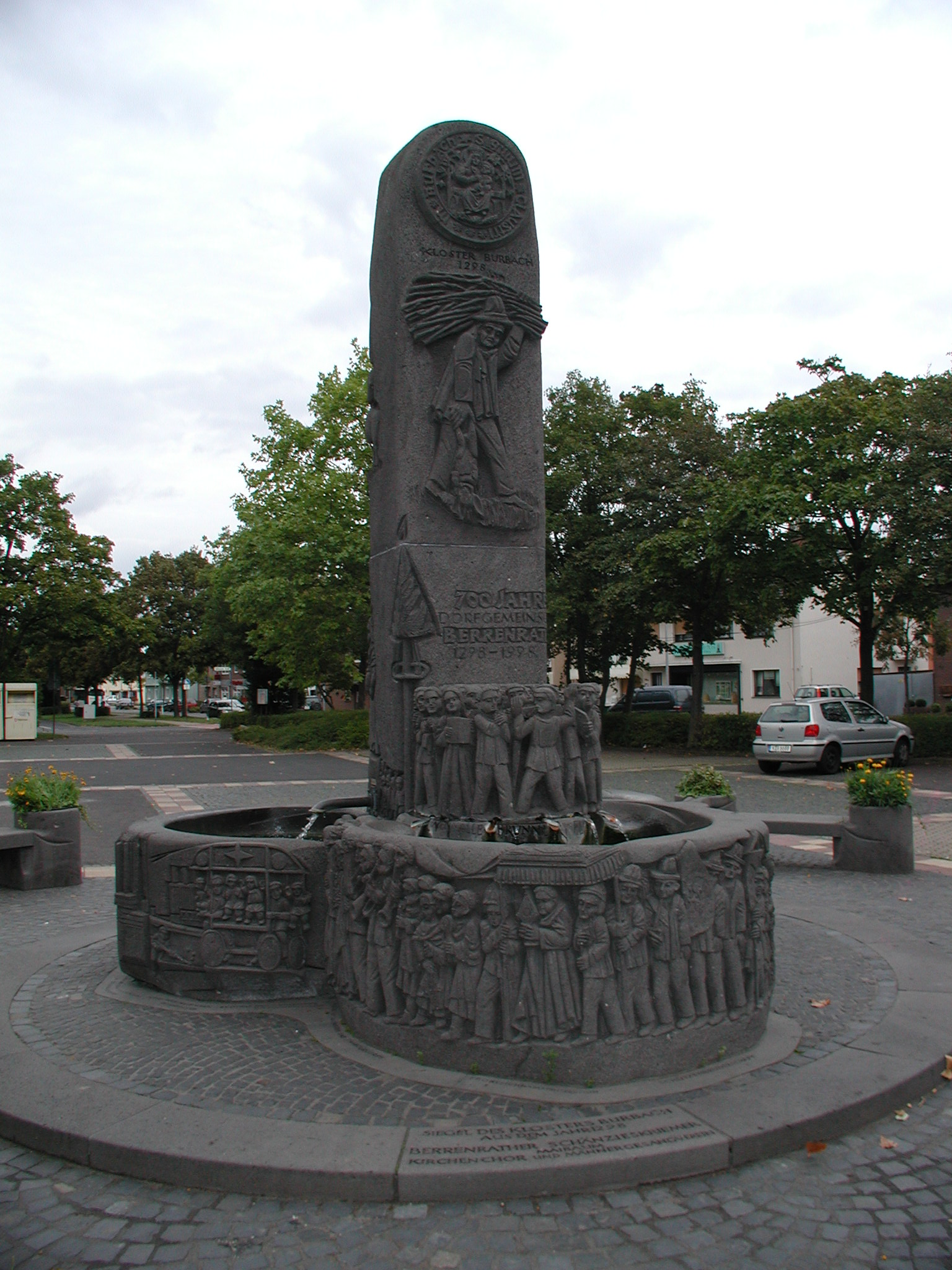
„Schänzjeskriemer“ auf der Steele des Brunnens (2006)

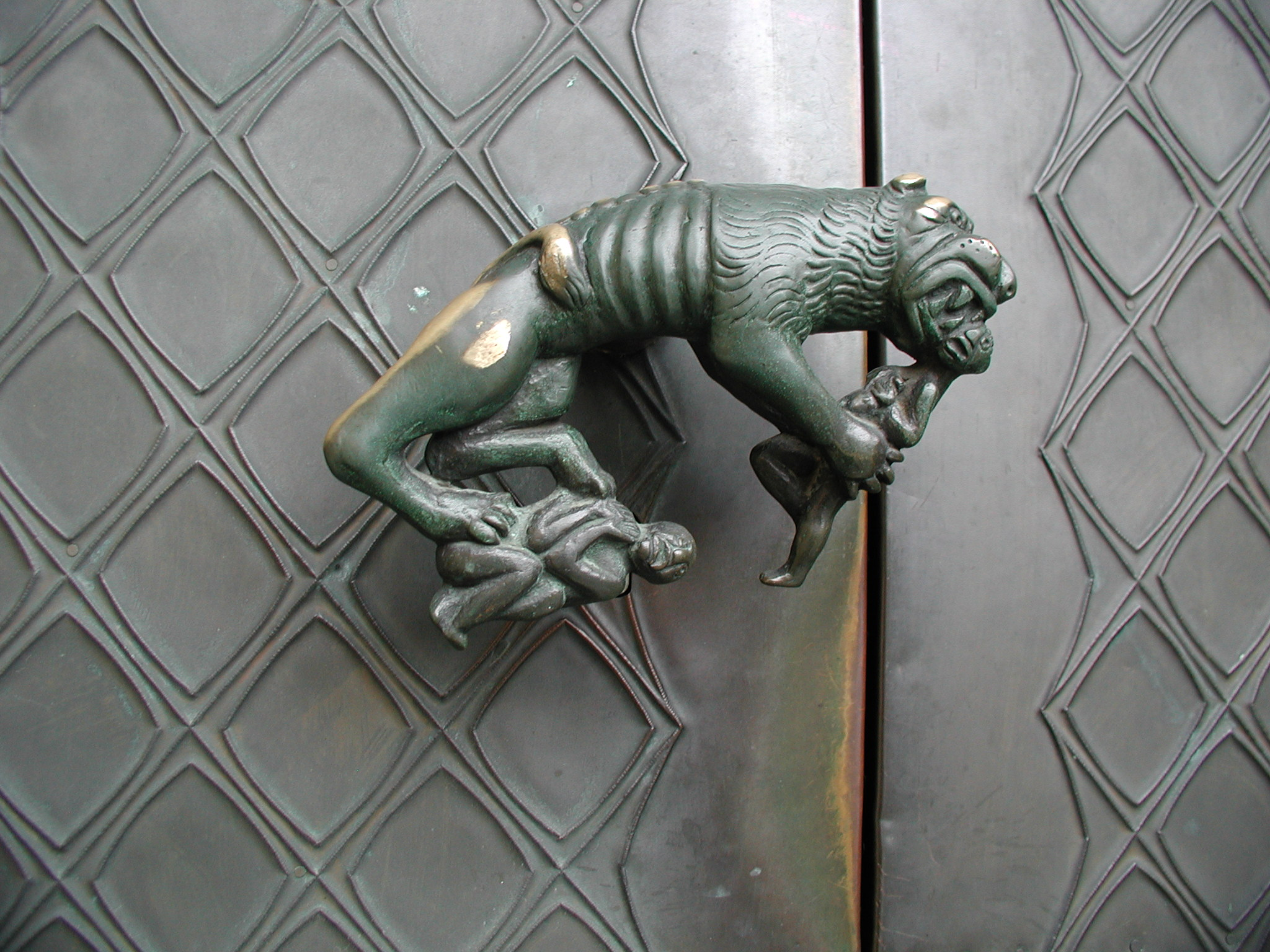
Kunstschmiedearbeit an Sankt Wendelinus (2006)

Der Ort war sehr arm, Waldarbeiter und Kleinstbauern wohnten hier. Die Einwohner Berrenraths sind deshalb noch heute als „Schänzjeskriemer“ bekannt, was abschätzig so viel wie Reisigbündelchen-Hausierer bedeutet (Schanze = Reisigbündel zum Feueranmachen, Kriemer = Krämer). Nur das Auflesen und Verhökern von Reisig war diesen armen Tagelöhnern im „herrschaftlichen“ Ville-Wald erlaubt. Eine Bronzeplastik an der Wendelinusstraße erinnert an diese Zeit.
Erst im Zuge der Industrialisierung des Rheinischen Braunkohlereviers änderte sich dies. Der kleinbäuerliche Ort wurde zu einem Industriearbeiterort, dessen Zukunft aber auch durch ebendiese Industrie bedroht war. Am 27. Februar 1952 wurde die Umsiedlung Berrenraths in ein 600 Meter entferntes ausgekohltes Gelände beschlossen, auf dem der zu Gleuel gehörende Weiler Aldenrath gestanden hatte. Bürgermeister Esser kommentierte dies wie folgt: „Es ist absolut notwendig, dass Berrenrath abgerissen wird.“ Die Umsiedlung war im September 1959 abgeschlossen. Einzig die Werkssiedlung, ursprünglich am Rande des alten Ortes gelegen, blieb erhalten. Sie liegt jetzt ein Stück von Berrenrath entfernt im Schatten der Werke.
Ein Gedenkstein am Otto-Maigler-See erinnert an den alten Standort, der allerdings 20 Meter höher lag. Schon in der Weimarer Republik war aufgrund der hohen Staubbelästigung über die Möglichkeit einer Umsiedlung diskutiert worden. Die Umsiedlung in der Nachkriegszeit hatte Modellcharakter. Der neue Ort hatte sein kleinbäuerliches Aussehen völlig verloren. Es gibt seit dieser Zeit mit Ausnahme der etwas abgelegenen Kleinbauern des Weilers in Berrenrath keinen einzigen landwirtschaftlichen Betrieb mehr. Nach der Umsiedlung gab es in Berrenrath noch über 25 Einzelhandelsgeschäfte, darunter allein sieben Lebensmittelgeschäfte, und fünf Gastwirtschaften. Diese Zahl ist seitdem erheblich gesunken. So existiert beispielsweise nur noch ein Lebensmittelgeschäft, das seit 2009 nach gründlicher Renovierung der Lüning-Gruppe angeschlossen wurde. Es praktiziert noch ein Arzt im Ort. Die Wendelinusapotheke wurde Ende 2009 geschlossen, da sich kein Nachfolger zur Übernahme fand.

## Sehenswertes

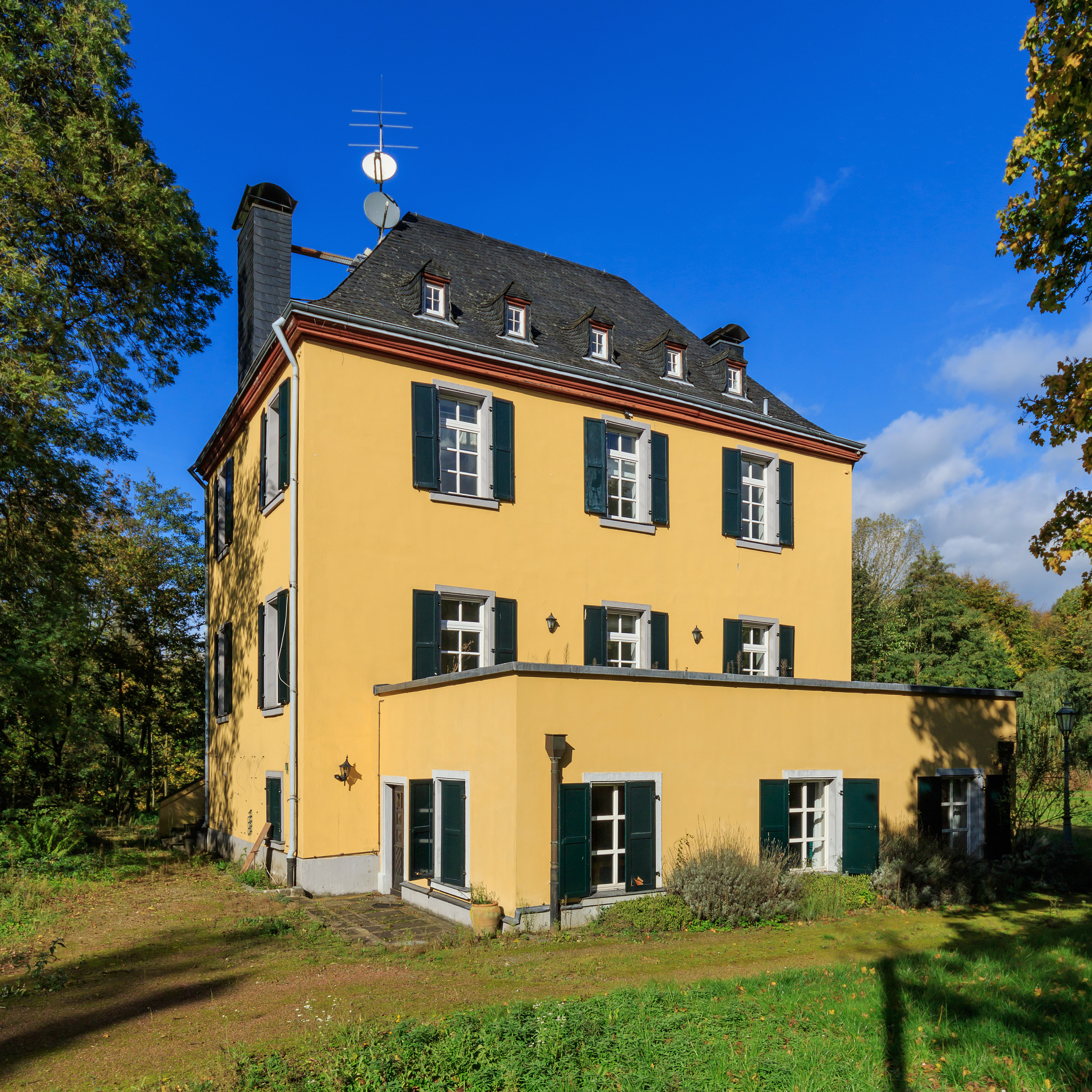
Burg Schallmauer (2017)

- Burg Schallmauer, barockes Herrenhaus, 1714 (Denkmalschutz) zwischen Berrenrath und Gleuel (nordöstlich des Chateau auf der Karte)
- St. Wendelinus 1956/57 von Fritz Schaller (Denkmalschutz), Orgel von 1968 der Firma Gebrüder Stockmann aus Werl, Türen mit Mosaiken aus der Geschichte Berrenraths von Jakob Riffeler.
- Berli Theater (Berrenrather Lichtspiele), erbaut 1958 und im Stil der 1950er Jahre belassen.[8] Es wurde für sein anspruchsvolles Programm mehrfach von der Filmstiftung NRW mit Preisgeldern ausgezeichnet.[9] Dort befindet sich eine Bücherkrabbelkiste.
- Berrenrather Waldfriedhof, von Landschaftsarchitekten geplant (denkmalwürdig) mit Sammelgrab der Gebeine aus dem früheren Friedhof (Gedenkstein vom 1. November 2009).[10]
- Die Berrenrather Börde ist eine rund 1100 Hektar große Kulturlandschaft. Dabei handelt es sich um das erste großflächig, einheitlich geplante landwirtschaftliche Rekultivierungsgebiet des Rheinischen Braunkohlenreviers.[11]

## Schule und Sport
- Katholische Grundschule Berrenrath, Cäcilienstraße 5
- RV Morgenstern Berrenrath (Rennrad & Mountainbike)
- SV 1925 Hürth-Berrenrath (Schach)
- FC Berrenrath (Fußball)
- TTC Berrenrath 1971 (Tischtennis)
- FC Hürth (Zusammenschluss des BC Berrenrath und der SV Hürth-Hermülheim 2007)

## Verkehr
In Berrenrath verkehren drei Buslinien, die zum Verkehrsverbund Rhein-Sieg
gehören: Linie 711: Hürth Mitte (ZOB) – Hürth-Alstädten – Hürth-Burbach – Hürth-Gleuel – Hürth-Berrenrath, Linie 717: Hürth-Kendenich – Alt-Hürth – Hürth-Knapsack – Hürth-Berrenrath – Hürth-Gleuel und Linie 978: Köln Hauptbahnhof – Köln-Sülz – Hürth-Efferen – Hürth-Sielsdorf – Hürth-Burbach – Hürth-Gleuel – Hürth-Berrenrath

## Politik
Bei der Kommunalwahl 2020 wurden Petra Hüfken (CDU) und Regina Kaiser (Grüne) in den Hürther Stadtrat gewählt. Im Kreistag des Rhein-Erft-Kreis wird Berrenrath vom ehemaligen Ratsmitglied Gerd Fabian (CDU) vertreten. Fabian ist ebenfalls Ortsvorsteher.